# Джей-Джей Йохансон
Джей-Джей Йохансон (англ. Jay-Jay Johanson, настоящее имя — Йейе Юхансон швед. Jäje Johansson; род. 11 октября 1969 года в Тролльхеттане, Швеция) — шведский музыкант.

## Биография
С детства учился игре на пианино, кларнете и флейте. В 14 лет начал играть на саксофоне и гитаре, писал аранжировки для школьного духового оркестра. Учился в лондонской школе искусств графическому дизайну. С 1992 года работал диджеем в клубах.
В 1996 году Джей-Джей Йохансон записал первый альбом Whiskey, написанный в стиле трип-хоп с элементами джаза и эмоционально-печальным вокалом. С этим материалом Йохансон активно выступал в различных европейских клубах; альбом получил популярность в Швеции и некоторых странах Европы. В 1998 был записан второй альбом Tattoo.
Альбом 2000 года Poison был написан в соавторстве с гитаристом из Cocteau Twins Робином Гатри, с последующей электронной аранжировкой Йохансона. Диск получил популярность в Европе, заняв высокие места в поп-чартах (#4 во Франции). В этом же году Йохансон записал саундтрек к фильму La Confusion des Genres (реж. Илан Дюран Коэн), а также создал видео-музыкальную инсталляцию Cosmodrome, впервые показанную в Дижоне. Всё это подготовило хорошую почву для выхода сингла «On the Radio» и следующего синти-поп альбома Antenna; популярность добавил и выход клипов на телевидении.
За Antenna последовали альбомы Rush и The Long Term Physical Effects Are Not Yet Known, более разнообразные в музыкальном отношении — композиции сочетали в себе меланхолически-джазовые интонации первых трип-хоповых альбомов и электроклэш-звучание Antennа.
В 2008 году на Break My Heart studio записан альбом Self-Portrait с участием американского гитариста-импровизатора Джеффа Райана. В новом альбоме жёсткие ритмы и экспериментальные ходы сочетаются с сентиментальным вокалом Йохансона, продолжая эклектичное звучание предшествующих записей.

## Дискография

### Студийные альбомы
- Whiskey (1996)
- Tattoo (1998)
- Poison (2000)
- La confusion des genres (саундтрек к La Confusion des Genres — 2000)
- Antenna (2002)
- Rush (2005)
- The Long Term Physical Effects Are Not Yet Known (2007)
- La troisième Partie du Monde (саундтрек к фильму «Треть мира» — 2008)
- Self-Portrait (2008)
- Spellbound (2011)
- Cockroach (2013)
- Opium (2015)
- Bury the Hatchet (2017)
- Looking Glass, Vol.2 (2018)
- Kings Cross (2019)
- Silver Screen (микс каверов к фильмам к рождеству — 2019)
- Rorschach Test (2021)
- Fetish (2023)

### Компиляции
- Poison/La Confusion des Genres (2000)
- Prologue: Best of the Early Years 1996—2002 (2004)